# Толентино, Антонио Николау
Антонио Николау Толентино (порт. Antônio Nicolau Tolentino; 10 сентября 1810, Нитерой (по другим сведениям Сан-Гонсалу) — 3 июля 1888) — бразильский государственный деятель.
Поступил на государственную службу в возрасте 15 лет. Работал клерком в казначействе, таможенным инспектором, занимал различные должности в государственных банках. Не получил систематического образования, однако самоучкой выучил английский и французский языки. В 1856 г. назначен вице-губернатором провинции Рио-де-Жанейро, дважды (в мае-октябре 1856 г. и в июле-октябре 1858 г.) исполнял обязанности губернатора. В этой должности безуспешно пытался провести административные реформы, упорядочив управление провинцией.
С 1874 г. и до конца жизни директор Консерватории Рио-де-Жанейро.